# Římskokatolická farnost Buškovice
Římskokatolická farnost Buškovice (lat. Puschvicium) je církevní správní jednotka sdružující římské katolíky na území vesnice Buškovice a v jejím okolí. Organizačně spadá do lounského vikariátu, který je jedním z 10 vikariátů litoměřické diecéze. Centrem farnosti je kostel Narození Panny Marie v Buškovicích.

## Historie farnosti
Farnost vznikla pravděpodobně kolem roku 1200. V době reformace se farnost stala protestantskou a od roku 1627 byla opět katolickou. Matriky jsou vedeny od roku 1636.

### Duchovní správcové vedoucí farnost
Začátek působnosti jmenovaného v duchovní správě farnosti od:
- 1627 Johann Trescher
- 1631 Georg Topf (Toph[3])
- 1649 Maximilian Michael
- 1654 Johann Colerus (lat. Ioan. Collerius)
- 1669 Joachim Rik (lat. Joach. Pik), vikář
- 1688 Emmericus Forkas O.S.B. (Emericus Torkos, benediktin z Maďarska[3])
- 1699 Martin. Muk (Martin Josef Nuk[3])
- 1708 Adalbert Puschner
- 1717 Mansvet. Ferd. Mayer (Nikolaus Ferdinand Mayer[3])
- 1728 par. vacat
- 1731 Johann Altmann
- 1751 Michael Anlauff
- 1765 Joan. Mich Varleich z Bubna (Johann Michael Warlich de Bubna[3])
- 1766 Karl Peltz; † 1.8.1809
- 1810 par. vacat cap.[p 2] Adam. Hanl
- 1811 Franz Laube
- 1815 (1814[3]) Johann Oehm; nar. 1.1.1754 Czekovicens; o. 1780; † 25.5.1824
- 1825 Johann John; nar. 25.11.1786 Proellesiens (Pröllas[3]); o. 17.8.1809; † 1.12.1835
- 1837 (1836[3]) Augustin Münnich; nar. 19.7.1794 Lípa; o. 14.8.1819
- 1850 (1849[3]) Johann Nepomuk Oettl (o. 4. 8. 1830)
  - 1861-1867 různí administrátoři
- 1867 par. vacat, admin. int.[p 2] Gust. Dittrich
- 1868 Josef Hanff; nar. 12.9.1815 Mašťov; o. 1.8.1839; † 19.7.1890
- 1879 par. vacat, admin. int.[p 2] Adolf. Malley
- 1879 Adolf Rössler (Adolf Norbert Rößler[3]); nar. 22.8.1826 Ploschens; o. 25.7.1850; † 6.1.1890
- 1890 Adolf Malley; nar. 8.12.1846 Bílina; o. 23.7.1870; † 6.6.1915
- 1897 Johann Hergl; nar. 25.6.1866 Kronsdorf; o. 6.5.1889; † 5.5.1921
- 1922 par. vacat, adm. interc.[p 2] Klement Schregel; nar. 12.9.1890; o. 2.7.1916
- 1923 Josef Bensch; nar. 12.8.1880 Kriesdorf; o. 21.12.1904
- 1. 8. 1947 František Hrubý
- 1. 8. 1974 Josef Petrucha
- 1. 12. 1980 František Gavlák
- 1. 3. 1988 Josef Dolista, adm. exc. z Jesenice
- 1. 12. 1988 Jan Zemánek, adm. exc. z Podbořan
- 15. 3. 1990 Vladimír Jedlička, adm. exc. z Podbořan
- 1. 1. 1994 Alexandr Siudzik, adm. exc. z Podbořan[4]

Kromě kněží stojících v čele farnosti, působili ve farnosti v průběhu její historie i jiní kněží. Většinou pracovali jako farní vikáři, kaplani, katecheté, výpomocní duchovní aj.

## Území farnosti
Do farnosti náleží území obce:
- Brody (Pröllas)[p 3]
- Buškovice (Puschwitz)[p 3]
- Krásný Dvůr (Schönhof)[p 3]

## Římskokatolické sakrální stavby na území farnosti
| | Fotografie | Stavba                      | Místo       | Bohoslužby                      | Zeměpisné souřadnice             | Status          | Číslo kulturní památky           |
| Kostely | Kostely    | Kostely                     | Kostely     | Kostely                         | Kostely                          | Kostely         | Kostely                          |
| --- | ---------- | --------------------------- | ----------- | ------------------------------- | -------------------------------- | --------------- | -------------------------------- |
| 1. |            | Kostel Narození Panny Marie | Buškovice   | bližší informace o bohoslužbách | 50°13′38″ s. š., 13°22′26″ v. d. | farní kostel    | 43636/5-1080 (Pk•MIS•Sez•Obr•WD) |
| 2. |            | Kostel sv. Václava          | Krásný Dvůr | bližší informace o bohoslužbách | 50°15′15″ s. š., 13°22′6″ v. d.  | filiální kostel | —                                |
| Kaple |            |                             |             |                                 |                                  |                 |                                  |
| 3. |            | Kaple                       | Brody       | bližší informace o bohoslužbách | 50°15′6″ s. š., 13°22′13″ v. d.  | zámecká kaple   | 42340/5-1199 (Pk•MIS•Sez•Obr•WD) |
| 4. |            | Kaple sv. Barbory           | Brody       | bližší informace o bohoslužbách | 50°14′44″ s. š., 13°20′20″ v. d. | obecní kaple    | —                                |
| Některé drobné sakrální stavby a pamětihodnosti lze dohledat zde v databázi Drobné sakrální památky Zaniklé sakrální stavby lze dohledat zde v databázi Poškozené a zničené kostely, kaple a synagogy v České republice |            |                             |             |                                 |                                  |                 |                                  |

Ve farnosti se mohou nacházet i další drobné sakrální stavby, místa římskokatolického kultu a pamětihodnosti, které neobsahuje tato tabulka.

## Příslušnost k farnímu obvodu
Z důvodu efektivity duchovní správy byl vytvořen farní obvod (kolatura) farnosti – děkanství Podbořany, jehož součástí je i farnost Buškovice, která je tak spravována excurrendo.

## Galerie

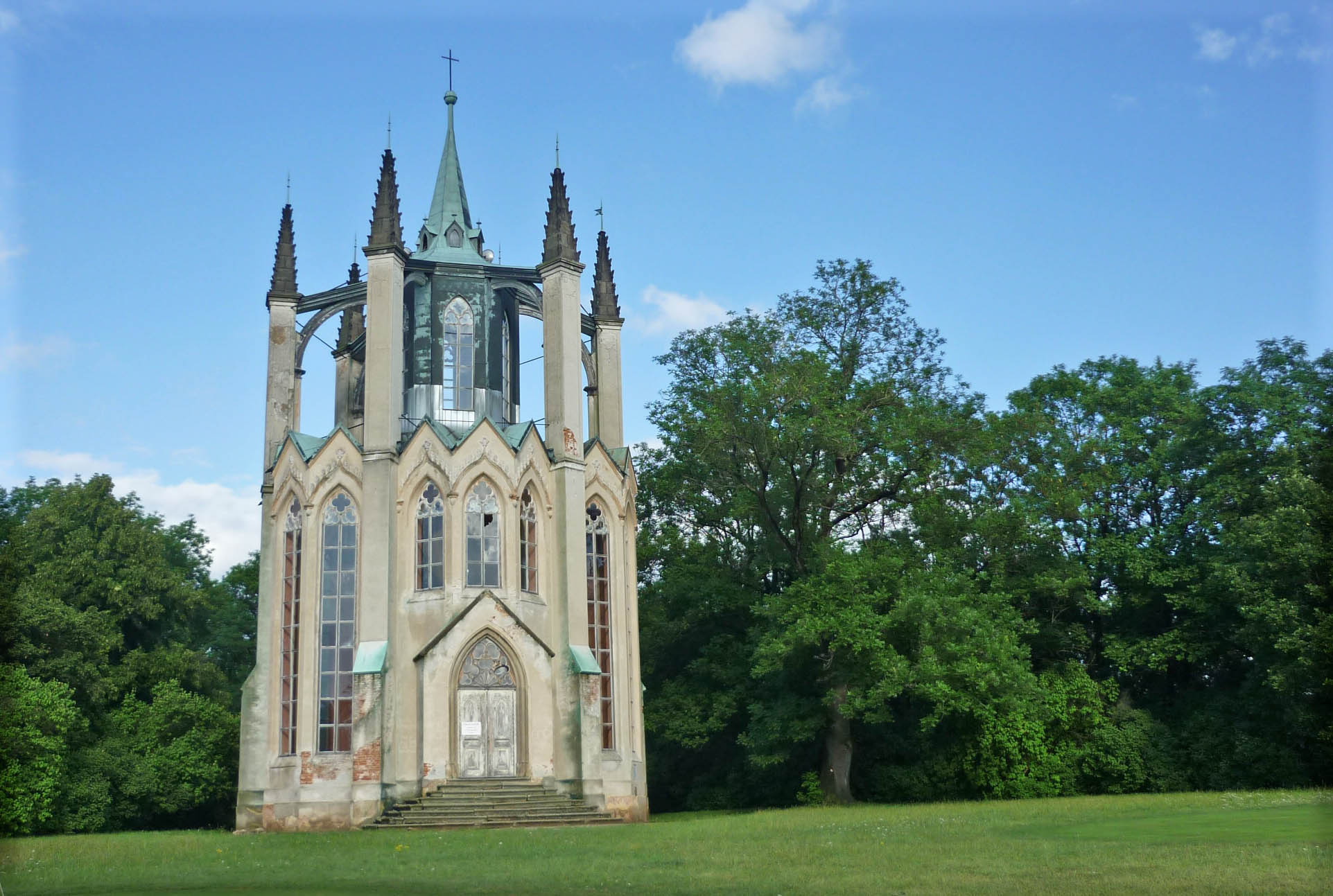
Zámecká kaple v Krásném Dvoře